# Tunna blå linjen
Tunna blå linjen är en svensk dramaserie om en grupp polisers arbete och vardag i Malmö. Serien är skapad av Cilla Jackert och producerad av Anagram för SVT. Den första säsongen består av tio avsnitt och hade premiär den 17 januari 2021. Säsong två hade premiär den 18 september 2022. Den 14 april 2023 fick serien kontrakt på en tredje säsong som hade premiär den 27 september 2024. Tredje säsongen är den sista säsongen av Tunna blå linjen.
Programmet vann Kristallen 2021 i kategorin årets tv-drama och årets tv-program.

## Titel
Titeln anspelar på en polisiär symbolik, att polisen utgör en smal skyddslinje mellan den kriminella världen och de skötsamma medborgarna. Symboliken började användas i början av 1900-talet i USA, och den etablerades på allvar som en symbol och flagga i början av 2010-talet. Symbolen har använts för att visa stöd för polisen, men i Nordamerika har den fått en högerextrem och rasistisk prägel. I många amerikanska och kanadensiska polisdistrikt är poliserna därför förbjudna att använda symbolerna på sina uniformer och utrustning. Enligt en rapport år 2022 från "The Institute of Race Relations" i Storbritannien har den tunna blå linjen nyligen börjat användas även som en rasistisk symbol i Europa. 

## Handling
Serien följer flera poliser i Malmö, både privat och i arbetet. Kristna och lite naiva Sara från Umeå är ny i både staden och på jobbet, där hon paras ihop med den erfarne men cyniska Magnus. Yttre befälet och gruppchefen Jesse ligger i skilsmässa och har delvis tvingats bosätta sig i en husbil. Leah är judinna och bollar privata utmaningar med ett tufft arbete. Kollegorna Faye och Dani brottas med hur mycket de ska avslöja om sin relation på jobbet.
En recensent beskrev produktionen ”som en nedtonad svensk variant av klassiska tv-serien Spanarna på Hill Street”.

## Produktion
Serien är skapad av Cilla Jackert och produceras av Anagram för Sveriges Television. När hennes mamma avled kom det två poliser hem till henne för att meddela dödsbudet. Det fick henne också att fundera över vilket brett yrke polisens var, och vilka människoöden de måste möta och ställs att påverka. Hon tänkte att det var en bra miljö för en dramaserie och inte bara för deckare. Senare inspirerades hon av twitterkontot @yb_sodermalm, som drevs av yttre befäl Viktor Adolphson på Södermalm i Stockholm. De handlade om vardagshändelser under polisarbetet som kunde vara både tragiskt och farligt, men också varmt och humoristiskt. Ibland bjöd de även på små blänkare in till polisernas mer privata liv. Hon bestämde sig för att pitcha idén för Sveriges Television 2014 och fick ja. Tanken var ursprungligen att den skulle utspela sig i Stockholm, men när produktionsbolaget Anagram, som är från Lund, valdes föreslog de Malmö. Cilla Jackert menar att Malmö fungerar bättre, därför att staden är mer koncentrerad, det är geografiskt korta avstånd mellan välmående villaområden och problemfyllda miljonprogram.
Inspelningarna skedde på ett hundratal ställen i Malmö mellan juni 2019 och januari 2020. Produktionen är en av SVT:s största satsningar i staden och närmare 400 personer syns i tv-rutan under den första säsongen.

## Rollista

### Huvudroller
- Amanda Jansson som Sara
- Oscar Töringe som Magnus
- Gizem Erdogan som Leah (säsong 1-2)
- Per Lasson som Jesse
- Anna Sise som Faye
- Sandra Stojiljkovic som Danijela
- Robert Bengtsson som Olle (säsong 2; gäst säsong 3)[23]
- Mustafa al-Mashhadani som Khalid (säsong 2-3)[23]
- Johannes Lindkvist som Osmond (säsong 2)[23]
- Malou Marnfeldt som Fanny (säsong 2-3)[23]
- Charlotta Björck som Josefin (säsong 3)[4]
- Karin Lithman som Nina (säsong 3)[4]
- Linus James Nilsson som Hampus (säsong 3)[4]

### Återkommande roller
- Athena Benér som Siri
- Jurek Sawka som Jurek (säsong 1)
- Alan Beqiri som Nami (säsong 1; gäst säsong 2)
- Rolf Lydahl som Gert
- Irma Jämhammar som Dragana Pavic (säsong 1)
- Joy M'Batha som Niki (säsong 1-2)
- Majken Andersson som Alice
- Klas Karterud som Barry (säsong 1; gäst säsong 2)
- Anna Persson som Malin (säsong 1; gäst säsong 3)
- Sasha Jespersen som Molly
- Anders Aldgård som Björn
- Anja Lek Paulsson som Mari
- Tove Granditsky som Ann-Sofie
- Hannes Fohlin som Ruben (gäst säsong 1; säsong 2)
- Erik Ahrnbom som Carl Jöner
- Andrea Edwards som Susanna (säsong 2)
- Sanna Ekman som Katrin Hatt (säsong 2; gäst säsong 3)
- Farouk Abdurahim som Lexus (säsong 3)